# آنتونیو فوسکو
آنتونیو فوسکو (انگلیسی: Antonio Fusco; ۶ ژانویهٔ ۱۹۱۶ – ۱۹ دسامبر ۱۹۹۳) بازیکن فوتبال اهل ایتالیا بود.
از باشگاه‌هایی که در آن بازی کرده‌است می‌توان به باشگاه فوتبال آ.اس. رم و باشگاه فوتبال پیزا اشاره کرد.